# Juan de Saavedra (Richter)
Juan oder Hernando de Saavedra (* vor 1530; † nach 1564) war ein spanischer Jurist, der 1564 als Dekan der Real Audiencia von Lima vorübergehend die Amtspflichten eines Vizekönigs von Peru innehatte, ohne formell dieses Amt zu bekleiden.

## Leben
Von Saavedra ist wenig bekannt. Da er aber als Richter (Oidor) an der Real Audiencia von Lima amtierte, muss er eine Rechtsausbildung in Spanien genossen haben. Sein Verwandtschaftsverhältnis zum conquistador Juan de Saavedra ist den Quellen nicht zu entnehmen.
Im Februar 1564 wurde Diego López de Zúñiga y Velasco, Conde de Nieva, der amtierende Vizekönig von Peru, umgebracht. Zu dieser Zeit war Saavedra der dienstälteste Richter in Lima. An seiner Seite amtierten Ponce de León, Salazar de Villasante und Juan de Matienzo. Als Dekan übernahm Saavedra die Amtspflichten der Kolonialverwaltung, bis im Herbst der bereits im Vorjahr (1563) ernannte neue Kolonialverwalter Lope García de Castro in Peru eintraf.